# Туй (река)
Туй (
сибирскотат. 
Олы Туй; Большой Туй) — река в России, протекает по Омской области. Устье реки находится в 1174 км от устья реки Иртыш по правому берегу. Длина реки составляет 507 км, площадь водосборного бассейна — 8490 км².

## Этимология
Название туй происходит от татарского слова «туй» — «праздник».
Слово «туй» — означает с древнетюркского глагольную форму слов  «стекающий, наклоненный».
Название реки сопоставляется с коми туй «дорога, путь, тропа». Аналогичное название носит один из притоков Верхней Камы и ещё несколько гидрообъектов в Приуралье.

## Притоки

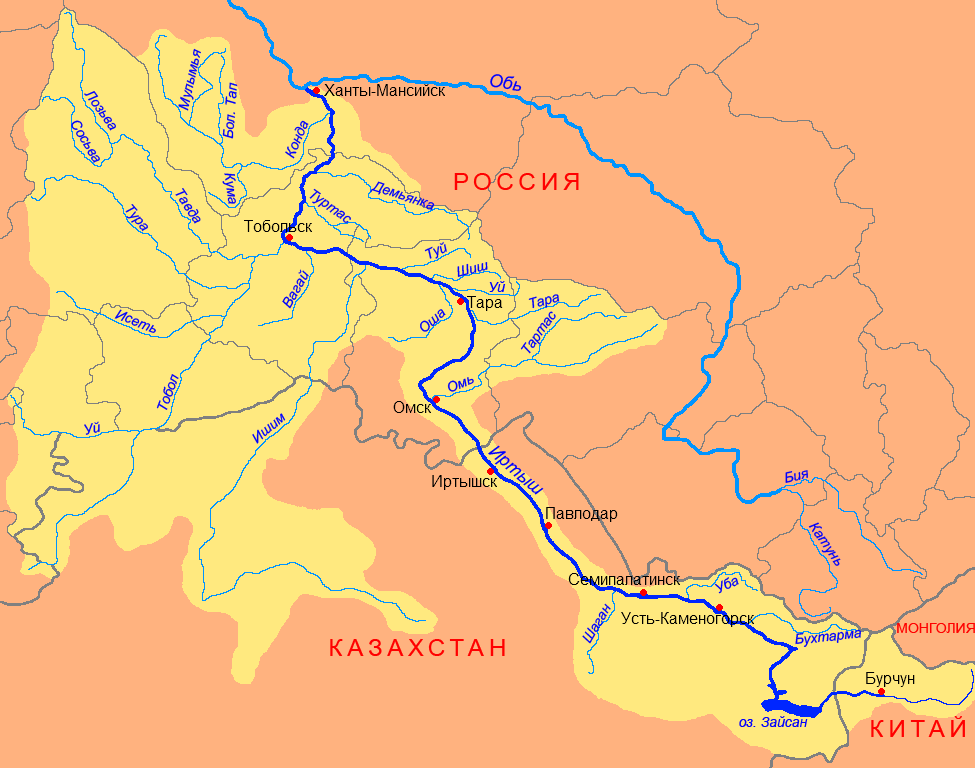
Бассейн Иртыша

(указано расстояние от устья)
- 14 км: Мисс (длина 125 км)
- 32 км: Усыс
- 52 км: Итюгас
- 111 км: Тизива
- 112 км: Таимтаит (длина 56 км)
- 130 км: Ургуза
- 134 км: Сик (длина 74 км)
- 151 км: Аю (длина 54 км)
- 207 км: Юна
- 216 км: Малый Иты
- 231 км: Большой Тайтым
- 238 км: Малый Тайтым
- 261 км: Кыртовка (длина 78 км)
- 282 км: Укратус
- 291 км: река без названия
- 310 км: Тенькульская
- 323 км: Тугры (длина 54 км)
- 363 км: Большая Тыкса
- 384 км: Кнов
- 416 км: Кымсас
- 422 км: Когит
- 448 км: Уксусная
- 459 км: Тайлы-Яйры

## Данные водного реестра
По данным государственного водного реестра России относится к Иртышскому бассейновому округу, водохозяйственный участок реки — Иртыш от впадения реки Омь до впадения реки Ишим, без реки Оша, речной подбассейн реки — бассейны притоков Иртыша до впадения Ишима. Речной бассейн реки — Иртыш.
Код объекта в государственном водном реестре — 14010100312115300007260.